# Potaro-Siparuni
Potaro-Siparuni ist eine Region im Westen Guyanas. Sie grenzt an die Region Cuyuni-Mazaruni im Norden, an die Regionen Upper Demerara-Berbice und East Berbice-Corentyne im Osten, an die Region Upper Takutu-Upper Essequibo im Süden und an Brasilien im Westen.
Die wichtigsten Städte bzw. Gemeinden der Region Potaro-Siparuni sind Kangaruma, Orinduik, Potaro Landing, Mahdia, Saveretik und Tumatumari.